# Дмитровка (Пятихатский район)
Дмитровка (укр. Дмитрівка) — село,
Пальмировский сельский совет,
Пятихатский район,
Днепропетровская область,
Украина.
Код КОАТУУ — 1224584805. Население по переписи 2001 года составляло 78 человек .

## Географическое положение
Село Дмитровка примыкает к селу Желтоалександровка, на расстоянии в 1,5 км расположено село Весёлый Подол.
По селу протекает пересыхающий ручей с запрудой.